# Claudio Campostrini
Claudio Campostrini (Pontevedra, Buenos Aires, Argentina; 4 de noviembre de 1999) es un futbolista argentino que se desempeña como delantero y juega en el Club Atlético All Boys, de la Primera Nacional de Argentina.

## Trayectoria
Claudio Campostrini hizo su debut profesional el 24 de abril de 2021, en la victoria 2 a 0 frente a Midland, por el partido correspondiente a la novena fecha del Torneo Apertura del Campeonato de Primera C 2021. Su primer gol lo anotó el 8 de junio, en el empate 1 a 1 frente a Sportivo Italiano, por la fecha 13 del torneo. Su carrera en el verde terminó con 6 goles en 22 partidos disputados.
El siguiente año se suma a Argentino de Quilmes, de la Primera B, donde solamente permaneció una temporada, jugó 19 partidos y anotó 4 goles.
Para el Campeonato de Primera C 2023, es cedido a préstamo a General Lamadrid, donde después de la buena temporada que realizó, marcando 14 goles y repartiendo 5 asistencias en 35 partidos, el club decide adquirirlo en forma permanente.
El Campeonato de Primera C 2024 fue el mejor a nivel personal para Campostrini, donde en 43 partidos, anotó 25 goles, siendo, no solo el máximo goleador de la categoría, si no también, uno de los máximos goleadores de Argentina. Su carrera en Lamadrid culminó con 39 goles anotados en 78 partidos disputados.
Para el 2025 es prestado a All Boys, de la Primera Nacional.

## Estadísticas

### Clubes
Actualizado hasta su último partido disputado el 6 de julio de 2025.
| Club                           | Div.          | Temporada     | Liga  | Liga  | Liga   | Copas nacionales | Copas nacionales | Copas nacionales | Torneos internacionales | Torneos internacionales | Torneos internacionales | Total | Total | Total  | Media goleadora |
| Club                           | Div.          | Temporada     | Part. | Goles | Asist. | Part.            | Goles            | Asist.           | Part.                   | Goles                   | Asist.                  | Part. | Goles | Asist. | Media goleadora |
| ------------------------------ | ------------- | ------------- | ----- | ----- | ------ | ---------------- | ---------------- | ---------------- | ----------------------- | ----------------------- | ----------------------- | ----- | ----- | ------ | --------------- |
| Deportivo Laferrere Argentina  | 4.ª           | 2021          | 22    | 6     | 0      | —                | —                | —                | —                       | —                       | —                       | 22    | 6     | 0      | 0.27            |
| Deportivo Laferrere Argentina  | Total club    | Total club    | 22    | 6     | 0      | 0                | 0                | 0                | 0                       | 0                       | 0                       | 22    | 6     | 0      | 0.27            |
| Argentino de Quilmes Argentina | 3.ª           | 2022          | 19    | 4     | 0      | —                | —                | —                | —                       | —                       | —                       | 19    | 4     | 0      | 0.21            |
| Argentino de Quilmes Argentina | Total club    | Total club    | 19    | 4     | 0      | 0                | 0                | 0                | 0                       | 0                       | 0                       | 19    | 4     | 0      | 0.21            |
| General Lamadrid Argentina     | 4.ª           | 2023          | 35    | 14    | 5      | —                | —                | —                | —                       | —                       | —                       | 35    | 14    | 5      | 0.40            |
| General Lamadrid Argentina     | 4.ª           | 2024          | 43    | 25    | 2      | —                | —                | —                | —                       | —                       | —                       | 43    | 25    | 2      | 0.58            |
| General Lamadrid Argentina     | Total club    | Total club    | 78    | 39    | 7      | 0                | 0                | 0                | 0                       | 0                       | 0                       | 78    | 39    | 7      | 0.50            |
| C. A. All Boys Argentina       | 2.ª           | 2025          | 18    | 3     | 0      | 1                | 1                | 0                | —                       | —                       | —                       | 19    | 4     | 0      | 0.21            |
| C. A. All Boys Argentina       | Total club    | Total club    | 18    | 3     | 0      | 1                | 1                | 0                | 0                       | 0                       | 0                       | 19    | 4     | 0      | 0.21            |
| Total carrera                  | Total carrera | Total carrera | 137   | 52    | 7      | 1                | 1                | 0                | 0                       | 0                       | 0                       | 138   | 53    | 7      | 0.38            |
| 1.                             |               |               |       |       |        |                  |                  |                  |                         |                         |                         |       |       |        |                 |

### Hat-tricks
| Partidos en los que anotó tres o más goles | Partidos en los que anotó tres o más goles | Partidos en los que anotó tres o más goles | Partidos en los que anotó tres o más goles | Partidos en los que anotó tres o más goles | Partidos en los que anotó tres o más goles | Partidos en los que anotó tres o más goles |
| N.º                                        | Fecha                                      | Estadio                                    | Partido                                    | Goles                                      | Resultado                                  | Competición                                |
| ------------------------------------------ | ------------------------------------------ | ------------------------------------------ | ------------------------------------------ | ------------------------------------------ | ------------------------------------------ | ------------------------------------------ |
| 1                                          | 12 de octubre de 2024                      | Estadio Enrique Sexto, Villa Devoto        | General Lamadrid - Atlético Lugano         |                                            | 5 - 0                                      | Campeonato de Primera C 2024               |
| 2                                          | 29 de noviembre de 2024                    | Estadio Enrique Sexto, Villa Devoto        | General Lamadrid - Atlas                   |                                            | 4 - 0                                      | Campeonato de Primera C 2024               |